# Dollidiniaceae
Famille
Les Dollidiniaceae sont une famille d'algues dinoflagellés de l’ordre des Peridiniales.
Le genre type Dollidinium est une espèce fossile des étages géologiques Jurassique et Crétacé.

## Étymologie
Le nom vient du genre type † Dollidinium, composé du préfixe dol, tonneau, et du suffixe -din- (référence aux dinoflagellés).

## Liste des genres
Selon AlgaeBase (27 mai 2025) :
- Horologinella Cookson & Eisenack, 1962

Selon The Taxonomicon (27 mai 2025) :
- † Dollidinium Helby & Stover (1987)
- † Horologinella Cookson & Eisenack, 1962

## Systématique
Le nom correct complet (avec auteur) de ce taxon est Dollidiniaceae Fensome.